# Ordre national Honneur et Mérite
L'Ordre National Honneur et Mérite est la plus haute distinction honorifique décernée par le Président de la République d'Haïti. Institué le 28 mai 1926, il est décerné en cinq grades aux Haïtiens et aux ressortissants étrangers. 
Cette distinction récompense les réalisations remarquables non seulement dans les domaines diplomatique et politique, mais aussi dans les arts, les œuvres caritatives et autres domaines d'intérêt pour Haïti.

## Médaille
La médaille est une croix de Malte en émail blanc, ornée d'une boule percée latéralement. La face présente un médaillon central circulaire portant les Armoiries d'Haïti dans un anneau en émail bleu portant l'inscription «Médaille Honneur et Mérite». 
Le revers, orné d'un médaillon central circulaire, porte l'inscription «République d'Haïti» dans un anneau en émail bleu portant l'inscription «Liberté, Égalité, Fraternité» en lettres dorées.

## Grades
| Rubans de l'Ordre National Honneur et Mérite d'Haïti | Rubans de l'Ordre National Honneur et Mérite d'Haïti | Rubans de l'Ordre National Honneur et Mérite d'Haïti | Rubans de l'Ordre National Honneur et Mérite d'Haïti | Rubans de l'Ordre National Honneur et Mérite d'Haïti |
| ---------------------------------------------------- | ---------------------------------------------------- | ---------------------------------------------------- | ---------------------------------------------------- | ---------------------------------------------------- |
| Grand Croix                                          | Grand Officier                                       | Commandeur                                           | Officer                                              | Chevalier                                            |

## Récipiendaires

### Commandeur
- Ben Moreell[3] -

### Chevalier
- Issa El-Saieh[4] - garde de Chevalier décerné le 13 Mars 1959, par le Président François Duvalier